# Eremaeus orientalis
Eremaeus orientalis är en kvalsterart som beskrevs av Golosova 1970. Eremaeus orientalis ingår i släktet Eremaeus och familjen Eremaeidae. Inga underarter finns listade i Catalogue of Life.